# أتسوغة عفصية

أتسوغة عفصية (الاسم العلمي: Tsuga thuja)  هي نوع من النباتات يتبع جنس الأتسوغة من فصيلة الصنوبرية.